# Ben Connor (Sänger)
Ben Connor ist ein australischer Opernsänger der Stimmlage Bariton.

## Leben
Connor absolvierte 2009 sein Gesangsstudium an der Australian National University, war Harmony Endowment-Stipendiat und perfektionierte seine Gesangstechnik ab 2010 an der Universität für Musik und darstellende Kunst Wien bei Sebastian Vittucci und Uwe Theimer in Wien. Seine heutige Gesanglehrerin ist Carol Blaickner-Mayo. Connor war u. a. Preisträger des National Eisteddfod Canberra und des Orange Eisteddfod-Wettbewerbs sowie Richard Wagner Stipendiat. Im Winter 2012 war er am Projekt Schubert – eine Winterwanderung des Schauspielhaus Wien beteiligt.
Von 2012 bis 2014 gehört er dem Jungen Ensemble des Theaters an der Wien an. In der Dependance Wiener Kammeroper sang er in diesen zwei Spielzeiten mehrere Hauptrollen, darunter den Marcello in Puccinis La Bohème, den Dandini in Rossinis La Cenerentola und mit großem Erfolg den Amazonier in Kagels Mare nostrum. Im Haupthaus übernahm er mehrere kleinere Rollen, darunter den Zweiten Gefangenen im Fidelio, inszeniert von Herbert Föttinger und dirigiert von Nikolaus Harnoncourt, sowie den Barone Douphol in La traviata, inszeniert von Peter Konwitschny und dirigiert von Sian Edwards.
Im August 2014 sang er den Freddy in My Fair Lady beim Operettensommer Kufstein. In derselben Rolle ist er in der folgenden Spielzeit auch an der Wiener Volksoper zu sehen und zu hören, zu deren Ensemble er nun zählt. An diesem Haus singt er auch den Marcello in La Bohème, sowie kleinere Rollen in Turandot und La traviata. Sein Repertoire beinhaltet ebenso den Comte d’Almaviva Le nozze di Figaro und den Fiorello im Barbiere di Siviglia.
Ben Connor singt regelmäßig Konzerte in Österreich, Estland, Polen, Deutschland, Niederlande und in Australien.